# Олещин
Олещин (укр. Олещин) — село в Обертинской поселковой общине Ивано-Франковского района Ивано-Франковской области Украины.
Население по переписи 2001 года составляло 278 человек. Занимает площадь 6,277 км². Почтовый индекс — 78053. Телефонный код — 03479.

## История
Входит в сельскую раду Жуков. В период Второй Польской Республики находилось в гмине Хоцимеж

## Религия
В селе действует приход УГКЦ, есть церковь настоятель о. Владимир Барновский

## Памятки
- Церковь Рождества Пресвятой Богородицы (УГКЦ)